# (3421) Yangchenning
(3421) Yangchenning (1975 WK1) – planetoida z grupy pasa głównego asteroid okrążająca Słońce w ciągu 3,34 lat w średniej odległości 2,23 j.a. Została odkryta w Obserwatorium Astronomicznym Zijinsha 26 listopada 1975 roku.